# Vuelta a Portugal 2018
La 80.ª edición de la Vuelta a Portugal se celebró entre el 1 y el 12 de agosto de 2018 con inicio en la ciudad de Setúbal y final en la ciudad de Fafe en Portugal. El recorrido constó de un prólogo y 10 etapas sobre una distancia total de 1578,9 km.
La carrera hizo parte del circuito UCI Europe Tour 2018, dentro de la categoría 2.1, y fue ganada por el portugués Joni Brandão del Sporting-Tavira tras la descalificación por dopaje del español Raúl Alarcón. Completaron el podio el español Vicente García de Mateos del Aviludo-Louletano-Uli y el también portugués Edgar Pinto del Vito-Feirense-Blackjack, segundo y tercer clasificado respectivamente.

## Equipos participantes
Tomaron parte en la carrera 19 equipos: 4 de categoría Profesional Continental y 15 de categoría Continental, formando así un pelotón de 131 ciclistas de los que acabaron 108. Los equipos participantes fueron:
| Equipos continentales profesionales (4)- WB-Aqua Protect-Veranclassic - Caja Rural-Seguros RGA - Euskadi Basque Country-Murias - Israel Cycling Academy Equipos continentales (15)- Aviludo-Louletano - Efapel - LA Alumínios-Metalusa - Liberty Seguros-Carglass - Miranda-Mortágua - RP-Boavista - Sporting-Tavira - Vito-Feirense-BlackJack - W52-FC Porto - Amore & Vita-Prodir - Differdange-Losch - Team Ecuador - Coop - MsTina-Focus - Sapura |
| |

## Recorrido
El Vuelta a Portugal dispuso de once etapas etapas donde se incluyó una contrarreloj individual, para un recorrido total de 1578,9 kilómetros.
| Etapa      | Fecha     | Recorrido                     | type                    | Distancia (km) | Ganador                  | Líder        |
| ---------- | --------- | ----------------------------- | ----------------------- | -------------- | ------------------------ | ------------ |
| Prólogo    | 1 de ago  | Setúbal – Setúbal             | prólogo                 | 1,8            | Rafael Reis              | Rafael Reis  |
| 1.ª etapa  | 2 de ago  | Alcázar del Sal – Albufeira   | etapa escarpada         | 191,8          | Riccardo Stacchiotti     | Rafael Reis  |
| 2.ª etapa  | 3 de ago  | Beja – Portalegre             | etapa escarpada         | 195,3          | Vicente García de Mateos | Rafael Reis  |
| 3.ª etapa  | 4 de ago  | Sertã – Oliveira do Hospital  | etapa de media montaña  | 175,9          | Raúl Alarcón             | Raúl Alarcón |
| 4.ª etapa  | 5 de ago  | Guarda – Covillana            | etapa de montaña        | 171,4          | Raúl Alarcón             | Raúl Alarcón |
| 5.ª etapa  | 6 de ago  | Sabugal – Viseo               | etapa escarpada         | 191,7          | Riccardo Stacchiotti     | Raúl Alarcón |
|            | 7 de ago  | Día de descanso               | Día de descanso         |                |                          |              |
| 6.ª etapa  | 8 de ago  | Sernancelhe – Boticas         | etapa de montaña        | 165,4          | Domingos Gonçalves       | Raúl Alarcón |
| 7.ª etapa  | 9 de ago  | Montalegre – Viana do Castelo | etapa escarpada         | 165,5          | Enrique Sanz             | Raúl Alarcón |
| 8.ª etapa  | 10 de ago | Barcelos – Braga              | etapa de media montaña  | 147,6          | Vicente García de Mateos | Raúl Alarcón |
| 9.ª etapa  | 11 de ago | Felgueiras – Mondim de Basto  | etapa de montaña        | 155,2          | Raúl Alarcón             | Raúl Alarcón |
| 10.ª etapa | 12 de ago | Fafe – Fafe                   | contrarreloj individual | 17,3           | Vicente García de Mateos | Raúl Alarcón |

## Desarrollo de la carrera

### Prólogo
| Setúbal - Setúbal | prólogo | (1,8 km) |

| \| Clasificación de la etapa \| Clasificación de la etapa \| Clasificación de la etapa \| Clasificación de la etapa \| Clasificación de la etapa \| \| Ciclista \| Ciclista \| Equipo \| Tiempo \| \| \| ------------------------- \| ------------------------- \| ------------------------- \| ------------------------- \| ------------------------- \| \| 1.º \| Rafael Reis \| Caja Rural-Seguros RGA \| 2 min 18 s \| \| \| 2.º \| César Martingil \| Liberty Seguros-Carglass \| + 2 s \| \| \| 3.º \| Louis Bendixen \| Team Coop \| + 3 s \| \| \| 4.º \| Daniel Mestre \| Efapel \| + 3 s \| \| \| 5.º \| Domingos Gonçalves \| Rádio Popular-Boavista \| DES \| \| \| 6.º \| Mario González Salas \| Sporting-Tavira \| + 4 s \| \| \| 7.º \| Olivier Pardini \| Differdange-Losch \| + 4 s \| \| \| 8.º \| João Matias \| Vito-Feirense-BlackJack \| + 4 s \| \| \| 9.º \| Alexander Grigoriev \| Sporting-Tavira \| + 5 s \| \| \| 10.º \| Ivan Centrone \| Differdange-Losch \| + 5 s \| \| |                      |                          |            |
| |                      |                          |            |
| Fuente: ProCyclingStats |                      |                          |            |
| Clasificación de la etapa |                      |                          |            |
| Ciclista | Ciclista             | Equipo                   | Tiempo     |
| 1.º | Rafael Reis          | Caja Rural-Seguros RGA   | 2 min 18 s |
| 2.º | César Martingil      | Liberty Seguros-Carglass | + 2 s      |
| 3.º | Louis Bendixen       | Team Coop                | + 3 s      |
| 4.º | Daniel Mestre        | Efapel                   | + 3 s      |
| 5.º | Domingos Gonçalves   | Rádio Popular-Boavista   | DES        |
| 6.º | Mario González Salas | Sporting-Tavira          | + 4 s      |
| 7.º | Olivier Pardini      | Differdange-Losch        | + 4 s      |
| 8.º | João Matias          | Vito-Feirense-BlackJack  | + 4 s      |
| 9.º | Alexander Grigoriev  | Sporting-Tavira          | + 5 s      |
| 10.º | Ivan Centrone        | Differdange-Losch        | + 5 s      |

| \| Clasificación general \| Clasificación general \| Clasificación general \| Clasificación general \| Clasificación general \| \| Ciclista \| Ciclista \| Equipo \| Tiempo \| \| \| --------------------- \| --------------------- \| ------------------------ \| --------------------- \| --------------------- \| \| 1.º \| Rafael Reis \| Caja Rural-Seguros RGA \| 2 min 18 s \| \| \| 2.º \| César Martingil \| Liberty Seguros-Carglass \| + 2 s \| \| \| 3.º \| Louis Bendixen \| Team Coop \| + 3 s \| \| \| 4.º \| Daniel Mestre \| Efapel \| + 3 s \| \| \| 5.º \| Domingos Gonçalves \| Rádio Popular-Boavista \| DES \| \| \| 6.º \| Mario González Salas \| Sporting-Tavira \| + 4 s \| \| \| 7.º \| Olivier Pardini \| Differdange-Losch \| + 4 s \| \| \| 8.º \| João Matias \| Vito-Feirense-BlackJack \| + 4 s \| \| \| 9.º \| Alexander Grigoriev \| Sporting-Tavira \| + 5 s \| \| \| 10.º \| Ivan Centrone \| Differdange-Losch \| + 5 s \| \| |                      |                          |            |
| |                      |                          |            |
| Fuente: ProCyclingStats |                      |                          |            |
| Clasificación general |                      |                          |            |
| Ciclista | Ciclista             | Equipo                   | Tiempo     |
| 1.º | Rafael Reis          | Caja Rural-Seguros RGA   | 2 min 18 s |
| 2.º | César Martingil      | Liberty Seguros-Carglass | + 2 s      |
| 3.º | Louis Bendixen       | Team Coop                | + 3 s      |
| 4.º | Daniel Mestre        | Efapel                   | + 3 s      |
| 5.º | Domingos Gonçalves   | Rádio Popular-Boavista   | DES        |
| 6.º | Mario González Salas | Sporting-Tavira          | + 4 s      |
| 7.º | Olivier Pardini      | Differdange-Losch        | + 4 s      |
| 8.º | João Matias          | Vito-Feirense-BlackJack  | + 4 s      |
| 9.º | Alexander Grigoriev  | Sporting-Tavira          | + 5 s      |
| 10.º | Ivan Centrone        | Differdange-Losch        | + 5 s      |

### 1.ª etapa
| Alcázar del Sal - Albufeira | etapa escarpada | (191,8 km) |

| \| Clasificación de la etapa \| Clasificación de la etapa \| Clasificación de la etapa \| Clasificación de la etapa \| Clasificación de la etapa \| \| Ciclista \| Ciclista \| Equipo \| Tiempo \| \| \| ------------------------- \| ------------------------- \| ------------------------- \| ------------------------- \| ------------------------- \| \| 1.º \| Riccardo Stacchiotti \| MSTina-Focus \| 5 h 14 min 43 s \| \| \| 2.º \| Luís Mendonça \| Aviludo-Louletano-Uli \| + 0 s \| \| \| 3.º \| César Martingil \| Liberty Seguros-Carglass \| + 0 s \| \| \| 4.º \| Vicente García de Mateos \| Aviludo-Louletano-Uli \| + 0 s \| \| \| 5.º \| Trond Trondsen \| Team Coop \| + 0 s \| \| \| 6.º \| Edgar Pinto \| Vito-Feirense-BlackJack \| + 0 s \| \| \| 7.º \| Ben Perry \| Israel Cycling Academy \| + 0 s \| \| \| 8.º \| João Matias \| Vito-Feirense-BlackJack \| + 0 s \| \| \| 9.º \| Krister Hagen \| Team Coop \| + 0 s \| \| \| 10.º \| Francisco Campos \| Miranda-Mortágua \| + 0 s \| \| |                          |                          |                 |
| |                          |                          |                 |
| Fuente: ProCyclingStats |                          |                          |                 |
| Clasificación de la etapa |                          |                          |                 |
| Ciclista | Ciclista                 | Equipo                   | Tiempo          |
| 1.º | Riccardo Stacchiotti     | MSTina-Focus             | 5 h 14 min 43 s |
| 2.º | Luís Mendonça            | Aviludo-Louletano-Uli    | + 0 s           |
| 3.º | César Martingil          | Liberty Seguros-Carglass | + 0 s           |
| 4.º | Vicente García de Mateos | Aviludo-Louletano-Uli    | + 0 s           |
| 5.º | Trond Trondsen           | Team Coop                | + 0 s           |
| 6.º | Edgar Pinto              | Vito-Feirense-BlackJack  | + 0 s           |
| 7.º | Ben Perry                | Israel Cycling Academy   | + 0 s           |
| 8.º | João Matias              | Vito-Feirense-BlackJack  | + 0 s           |
| 9.º | Krister Hagen            | Team Coop                | + 0 s           |
| 10.º | Francisco Campos         | Miranda-Mortágua         | + 0 s           |

| \| Clasificación general \| Clasificación general \| Clasificación general \| Clasificación general \| Clasificación general \| \| Ciclista \| Ciclista \| Equipo \| Tiempo \| \| \| --------------------- \| --------------------- \| ------------------------ \| --------------------- \| --------------------- \| \| 1.º \| Rafael Reis \| Caja Rural-Seguros RGA \| 5 h 17 min 01 s \| \| \| 2.º \| César Martingil \| Liberty Seguros-Carglass \| + 2 s \| \| \| 3.º \| Daniel Mestre \| Efapel \| + 3 s \| \| \| 4.º \| Domingos Gonçalves \| Rádio Popular-Boavista \| DES \| \| \| 5.º \| Olivier Pardini \| Differdange-Losch \| + 4 s \| \| \| 6.º \| João Matias \| Vito-Feirense-BlackJack \| + 4 s \| \| \| 7.º \| Alexander Grigoriev \| Sporting-Tavira \| + 5 s \| \| \| 8.º \| Ivan Centrone \| Differdange-Losch \| + 5 s \| \| \| 9.º \| Riccardo Stacchiotti \| MSTina-Focus \| + 5 s \| \| \| 10.º \| Mario Vogt \| Team Sapura Cycling \| + 5 s \| \| |                      |                          |                 |
| |                      |                          |                 |
| Fuente: ProCyclingStats |                      |                          |                 |
| Clasificación general |                      |                          |                 |
| Ciclista | Ciclista             | Equipo                   | Tiempo          |
| 1.º | Rafael Reis          | Caja Rural-Seguros RGA   | 5 h 17 min 01 s |
| 2.º | César Martingil      | Liberty Seguros-Carglass | + 2 s           |
| 3.º | Daniel Mestre        | Efapel                   | + 3 s           |
| 4.º | Domingos Gonçalves   | Rádio Popular-Boavista   | DES             |
| 5.º | Olivier Pardini      | Differdange-Losch        | + 4 s           |
| 6.º | João Matias          | Vito-Feirense-BlackJack  | + 4 s           |
| 7.º | Alexander Grigoriev  | Sporting-Tavira          | + 5 s           |
| 8.º | Ivan Centrone        | Differdange-Losch        | + 5 s           |
| 9.º | Riccardo Stacchiotti | MSTina-Focus             | + 5 s           |
| 10.º | Mario Vogt           | Team Sapura Cycling      | + 5 s           |

### 2.ª etapa
| Beja - Portalegre | etapa escarpada | (195,3 km) |

| \| Clasificación de la etapa \| Clasificación de la etapa \| Clasificación de la etapa \| Clasificación de la etapa \| Clasificación de la etapa \| \| Ciclista \| Ciclista \| Equipo \| Tiempo \| \| \| ------------------------- \| --------------------------- \| ------------------------- \| ------------------------- \| ------------------------- \| \| 1.º \| Vicente García de Mateos \| Aviludo-Louletano-Uli \| 5 h 47 min 25 s \| \| \| 2.º \| Luís Mendonça \| Aviludo-Louletano-Uli \| + 0 s \| \| \| 3.º \| Trond Trondsen \| Team Coop \| + 0 s \| \| \| 4.º \| Edgar Pinto \| Vito-Feirense-BlackJack \| + 0 s \| \| \| 5.º \| Gustavo César Veloso \| W52-FC Porto \| + 0 s \| \| \| 6.º \| Awet Gebremedhin Andemeskel \| Israel Cycling Academy \| + 0 s \| \| \| 7.º \| Rinaldo Nocentini \| Sporting-Tavira \| + 0 s \| \| \| 8.º \| Colin Stüssi \| Amore & Vita-Prodir \| + 0 s \| \| \| 9.º \| Domingos Gonçalves \| Rádio Popular-Boavista \| DES \| \| \| 10.º \| Óscar Hernández \| Aviludo-Louletano-Uli \| + 0 s \| \| |                             |                         |                 |
| |                             |                         |                 |
| Fuente: ProCyclingStats |                             |                         |                 |
| Clasificación de la etapa |                             |                         |                 |
| Ciclista | Ciclista                    | Equipo                  | Tiempo          |
| 1.º | Vicente García de Mateos    | Aviludo-Louletano-Uli   | 5 h 47 min 25 s |
| 2.º | Luís Mendonça               | Aviludo-Louletano-Uli   | + 0 s           |
| 3.º | Trond Trondsen              | Team Coop               | + 0 s           |
| 4.º | Edgar Pinto                 | Vito-Feirense-BlackJack | + 0 s           |
| 5.º | Gustavo César Veloso        | W52-FC Porto            | + 0 s           |
| 6.º | Awet Gebremedhin Andemeskel | Israel Cycling Academy  | + 0 s           |
| 7.º | Rinaldo Nocentini           | Sporting-Tavira         | + 0 s           |
| 8.º | Colin Stüssi                | Amore & Vita-Prodir     | + 0 s           |
| 9.º | Domingos Gonçalves          | Rádio Popular-Boavista  | DES             |
| 10.º | Óscar Hernández             | Aviludo-Louletano-Uli   | + 0 s           |

| \| Clasificación general \| Clasificación general \| Clasificación general \| Clasificación general \| Clasificación general \| \| Ciclista \| Ciclista \| Equipo \| Tiempo \| \| \| --------------------- \| ---------------------------- \| ------------------------ \| --------------------- \| --------------------- \| \| 1.º \| Rafael Reis \| Caja Rural-Seguros RGA \| 11 h 04 min 26 s \| \| \| 2.º \| César Martingil \| Liberty Seguros-Carglass \| + 2 s \| \| \| 3.º \| Daniel Mestre \| Efapel \| + 3 s \| \| \| 4.º \| Domingos Gonçalves \| Rádio Popular-Boavista \| DES \| \| \| 5.º \| Olivier Pardini \| Differdange-Losch \| + 4 s \| \| \| 6.º \| Alexander Grigoriev \| Sporting-Tavira \| + 5 s \| \| \| 7.º \| Ivan Centrone \| Differdange-Losch \| + 5 s \| \| \| 8.º \| Riccardo Stacchiotti \| MSTina-Focus \| + 5 s \| \| \| 9.º \| Mario Vogt \| Team Sapura Cycling \| + 5 s \| \| \| 10.º \| Óscar Rodríguez Garaicoechea \| Euskadi-Murias \| + 6 s \| \| |                              |                          |                  |
| |                              |                          |                  |
| Fuente: ProCyclingStats |                              |                          |                  |
| Clasificación general |                              |                          |                  |
| Ciclista | Ciclista                     | Equipo                   | Tiempo           |
| 1.º | Rafael Reis                  | Caja Rural-Seguros RGA   | 11 h 04 min 26 s |
| 2.º | César Martingil              | Liberty Seguros-Carglass | + 2 s            |
| 3.º | Daniel Mestre                | Efapel                   | + 3 s            |
| 4.º | Domingos Gonçalves           | Rádio Popular-Boavista   | DES              |
| 5.º | Olivier Pardini              | Differdange-Losch        | + 4 s            |
| 6.º | Alexander Grigoriev          | Sporting-Tavira          | + 5 s            |
| 7.º | Ivan Centrone                | Differdange-Losch        | + 5 s            |
| 8.º | Riccardo Stacchiotti         | MSTina-Focus             | + 5 s            |
| 9.º | Mario Vogt                   | Team Sapura Cycling      | + 5 s            |
| 10.º | Óscar Rodríguez Garaicoechea | Euskadi-Murias           | + 6 s            |

### 3.ª etapa
| Sertã - Oliveira do Hospital | etapa de media montaña | (175,9 km) |

| \| Clasificación de la etapa \| Clasificación de la etapa \| Clasificación de la etapa \| Clasificación de la etapa \| Clasificación de la etapa \| \| Ciclista \| Ciclista \| Equipo \| Tiempo \| \| \| ------------------------- \| ------------------------- \| ------------------------- \| ------------------------- \| ------------------------- \| \| 1.º \| Raúl Alarcón \| W52-FC Porto \| DES \| \| \| 2.º \| Vicente García de Mateos \| Aviludo-Louletano-Uli \| + 30 s \| \| \| 3.º \| Joni Brandão \| Sporting-Tavira \| + 42 s \| \| \| 4.º \| Edgar Pinto \| Vito-Feirense-BlackJack \| + 44 s \| \| \| 5.º \| Henrique Casimiro \| Efapel \| + 44 s \| \| \| 6.º \| Daniel Mestre \| Efapel \| + 1 min 05 s \| \| \| 7.º \| Luís Mendonça \| Aviludo-Louletano-Uli \| + 1 min 05 s \| \| \| 8.º \| Krister Hagen \| Team Coop \| + 1 min 05 s \| \| \| 9.º \| Domingos Gonçalves \| Rádio Popular-Boavista \| DES \| \| \| 10.º \| Rinaldo Nocentini \| Sporting-Tavira \| + 1 min 05 s \| \| |                          |                         |              |
| |                          |                         |              |
| Fuente: ProCyclingStats |                          |                         |              |
| Clasificación de la etapa |                          |                         |              |
| Ciclista | Ciclista                 | Equipo                  | Tiempo       |
| 1.º | Raúl Alarcón             | W52-FC Porto            | DES          |
| 2.º | Vicente García de Mateos | Aviludo-Louletano-Uli   | + 30 s       |
| 3.º | Joni Brandão             | Sporting-Tavira         | + 42 s       |
| 4.º | Edgar Pinto              | Vito-Feirense-BlackJack | + 44 s       |
| 5.º | Henrique Casimiro        | Efapel                  | + 44 s       |
| 6.º | Daniel Mestre            | Efapel                  | + 1 min 05 s |
| 7.º | Luís Mendonça            | Aviludo-Louletano-Uli   | + 1 min 05 s |
| 8.º | Krister Hagen            | Team Coop               | + 1 min 05 s |
| 9.º | Domingos Gonçalves       | Rádio Popular-Boavista  | DES          |
| 10.º | Rinaldo Nocentini        | Sporting-Tavira         | + 1 min 05 s |

| \| Clasificación general \| Clasificación general \| Clasificación general \| Clasificación general \| Clasificación general \| \| Ciclista \| Ciclista \| Equipo \| Tiempo \| \| \| --------------------- \| ---------------------------- \| ----------------------- \| --------------------- \| --------------------- \| \| 1.º \| Raúl Alarcón \| W52-FC Porto \| DES \| \| \| 2.º \| Vicente García de Mateos \| Aviludo-Louletano-Uli \| + 28 s \| \| \| 3.º \| Joni Brandão \| Sporting-Tavira \| + 40 s \| \| \| 4.º \| Henrique Casimiro \| Efapel \| + 43 s \| \| \| 5.º \| Edgar Pinto \| Vito-Feirense-BlackJack \| + 45 s \| \| \| 6.º \| Daniel Mestre \| Efapel \| + 59 s \| \| \| 7.º \| Domingos Gonçalves \| Rádio Popular-Boavista \| DES \| \| \| 8.º \| João Matias \| Vito-Feirense-BlackJack \| + 1 min 00 s \| \| \| 9.º \| Óscar Rodríguez Garaicoechea \| Euskadi-Murias \| + 1 min 02 s \| \| \| 10.º \| Rinaldo Nocentini \| Sporting-Tavira \| + 1 min 02 s \| \| |                              |                         |              |
| |                              |                         |              |
| Fuente: ProCyclingStats |                              |                         |              |
| Clasificación general |                              |                         |              |
| Ciclista | Ciclista                     | Equipo                  | Tiempo       |
| 1.º | Raúl Alarcón                 | W52-FC Porto            | DES          |
| 2.º | Vicente García de Mateos     | Aviludo-Louletano-Uli   | + 28 s       |
| 3.º | Joni Brandão                 | Sporting-Tavira         | + 40 s       |
| 4.º | Henrique Casimiro            | Efapel                  | + 43 s       |
| 5.º | Edgar Pinto                  | Vito-Feirense-BlackJack | + 45 s       |
| 6.º | Daniel Mestre                | Efapel                  | + 59 s       |
| 7.º | Domingos Gonçalves           | Rádio Popular-Boavista  | DES          |
| 8.º | João Matias                  | Vito-Feirense-BlackJack | + 1 min 00 s |
| 9.º | Óscar Rodríguez Garaicoechea | Euskadi-Murias          | + 1 min 02 s |
| 10.º | Rinaldo Nocentini            | Sporting-Tavira         | + 1 min 02 s |

### 4.ª etapa
| Guarda - Covillana | etapa de montaña | (171,4 km) |

| \| Clasificación de la etapa \| Clasificación de la etapa \| Clasificación de la etapa \| Clasificación de la etapa \| Clasificación de la etapa \| \| Ciclista \| Ciclista \| Equipo \| Tiempo \| \| \| ------------------------- \| ------------------------- \| ------------------------- \| ------------------------- \| ------------------------- \| \| 1.º \| Raúl Alarcón \| W52-FC Porto \| DES \| \| \| 2.º \| Joni Brandão \| Sporting-Tavira \| + 12 s \| \| \| 3.º \| João Benta \| Rádio Popular-Boavista \| + 1 min 13 s \| \| \| 4.º \| Frederico Figueiredo \| Sporting-Tavira \| + 1 min 13 s \| \| \| 5.º \| Vicente García de Mateos \| Aviludo-Louletano-Uli \| + 1 min 13 s \| \| \| 6.º \| Edgar Pinto \| Vito-Feirense-BlackJack \| + 1 min 13 s \| \| \| 7.º \| Xuban Errazkin \| Vito-Feirense-BlackJack \| + 1 min 13 s \| \| \| 8.º \| Alejandro Marque \| Sporting-Tavira \| + 2 min 46 s \| \| \| 9.º \| Luís Felipe Fernandes \| Aviludo-Louletano-Uli \| + 2 min 51 s \| \| \| 10.º \| Henrique Casimiro \| Efapel \| + 2 min 51 s \| \| |                          |                         |              |
| |                          |                         |              |
| Fuente: ProCyclingStats |                          |                         |              |
| Clasificación de la etapa |                          |                         |              |
| Ciclista | Ciclista                 | Equipo                  | Tiempo       |
| 1.º | Raúl Alarcón             | W52-FC Porto            | DES          |
| 2.º | Joni Brandão             | Sporting-Tavira         | + 12 s       |
| 3.º | João Benta               | Rádio Popular-Boavista  | + 1 min 13 s |
| 4.º | Frederico Figueiredo     | Sporting-Tavira         | + 1 min 13 s |
| 5.º | Vicente García de Mateos | Aviludo-Louletano-Uli   | + 1 min 13 s |
| 6.º | Edgar Pinto              | Vito-Feirense-BlackJack | + 1 min 13 s |
| 7.º | Xuban Errazkin           | Vito-Feirense-BlackJack | + 1 min 13 s |
| 8.º | Alejandro Marque         | Sporting-Tavira         | + 2 min 46 s |
| 9.º | Luís Felipe Fernandes    | Aviludo-Louletano-Uli   | + 2 min 51 s |
| 10.º | Henrique Casimiro        | Efapel                  | + 2 min 51 s |

| \| Clasificación general \| Clasificación general \| Clasificación general \| Clasificación general \| Clasificación general \| \| Ciclista \| Ciclista \| Equipo \| Tiempo \| \| \| --------------------- \| ------------------------ \| ----------------------- \| --------------------- \| --------------------- \| \| 1.º \| Raúl Alarcón \| W52-FC Porto \| DES \| \| \| 2.º \| Joni Brandão \| Sporting-Tavira \| + 52 s \| \| \| 3.º \| Vicente García de Mateos \| Aviludo-Louletano-Uli \| + 1 min 41 s \| \| \| 4.º \| Edgar Pinto \| Vito-Feirense-BlackJack \| + 1 min 58 s \| \| \| 5.º \| João Benta \| Rádio Popular-Boavista \| + 2 min 19 s \| \| \| 6.º \| Xuban Errazkin \| Vito-Feirense-BlackJack \| + 2 min 20 s \| \| \| 7.º \| Frederico Figueiredo \| Sporting-Tavira \| + 2 min 20 s \| \| \| 8.º \| Henrique Casimiro \| Efapel \| + 3 min 34 s \| \| \| 9.º \| Alejandro Marque \| Sporting-Tavira \| + 3 min 49 s \| \| \| 10.º \| Luís Felipe Fernandes \| Aviludo-Louletano-Uli \| + 3 min 58 s \| \| |                          |                         |              |
| |                          |                         |              |
| Fuente: ProCyclingStats |                          |                         |              |
| Clasificación general |                          |                         |              |
| Ciclista | Ciclista                 | Equipo                  | Tiempo       |
| 1.º | Raúl Alarcón             | W52-FC Porto            | DES          |
| 2.º | Joni Brandão             | Sporting-Tavira         | + 52 s       |
| 3.º | Vicente García de Mateos | Aviludo-Louletano-Uli   | + 1 min 41 s |
| 4.º | Edgar Pinto              | Vito-Feirense-BlackJack | + 1 min 58 s |
| 5.º | João Benta               | Rádio Popular-Boavista  | + 2 min 19 s |
| 6.º | Xuban Errazkin           | Vito-Feirense-BlackJack | + 2 min 20 s |
| 7.º | Frederico Figueiredo     | Sporting-Tavira         | + 2 min 20 s |
| 8.º | Henrique Casimiro        | Efapel                  | + 3 min 34 s |
| 9.º | Alejandro Marque         | Sporting-Tavira         | + 3 min 49 s |
| 10.º | Luís Felipe Fernandes    | Aviludo-Louletano-Uli   | + 3 min 58 s |

### 5.ª etapa
| Sabugal - Viseo | etapa escarpada | (191,7 km) |

| \| Clasificación de la etapa \| Clasificación de la etapa \| Clasificación de la etapa \| Clasificación de la etapa \| Clasificación de la etapa \| \| Ciclista \| Ciclista \| Equipo \| Tiempo \| \| \| ------------------------- \| ------------------------- \| ---------------------------- \| ------------------------- \| ------------------------- \| \| 1.º \| Riccardo Stacchiotti \| MSTina-Focus \| 5 h 01 min 45 s \| \| \| 2.º \| Enrique Sanz \| Euskadi-Murias \| + 0 s \| \| \| 3.º \| João Matias \| Vito-Feirense-BlackJack \| + 0 s \| \| \| 4.º \| Luís Mendonça \| Aviludo-Louletano-Uli \| + 0 s \| \| \| 5.º \| Federico Zurlo \| MSTina-Focus \| + 0 s \| \| \| 6.º \| Franklin Six \| WB-Aqua Protect-Veranclassic \| + 0 s \| \| \| 7.º \| Francisco Campos \| Miranda-Mortágua \| + 0 s \| \| \| 8.º \| Trond Trondsen \| Team Coop \| + 0 s \| \| \| 9.º \| Alejandro Marque \| Sporting-Tavira \| + 0 s \| \| \| 10.º \| Óscar Pelegrí \| Rádio Popular-Boavista \| + 0 s \| \| |                      |                              |                 |
| |                      |                              |                 |
| Fuente: ProCyclingStats |                      |                              |                 |
| Clasificación de la etapa |                      |                              |                 |
| Ciclista | Ciclista             | Equipo                       | Tiempo          |
| 1.º | Riccardo Stacchiotti | MSTina-Focus                 | 5 h 01 min 45 s |
| 2.º | Enrique Sanz         | Euskadi-Murias               | + 0 s           |
| 3.º | João Matias          | Vito-Feirense-BlackJack      | + 0 s           |
| 4.º | Luís Mendonça        | Aviludo-Louletano-Uli        | + 0 s           |
| 5.º | Federico Zurlo       | MSTina-Focus                 | + 0 s           |
| 6.º | Franklin Six         | WB-Aqua Protect-Veranclassic | + 0 s           |
| 7.º | Francisco Campos     | Miranda-Mortágua             | + 0 s           |
| 8.º | Trond Trondsen       | Team Coop                    | + 0 s           |
| 9.º | Alejandro Marque     | Sporting-Tavira              | + 0 s           |
| 10.º | Óscar Pelegrí        | Rádio Popular-Boavista       | + 0 s           |

| \| Clasificación general \| Clasificación general \| Clasificación general \| Clasificación general \| Clasificación general \| \| Ciclista \| Ciclista \| Equipo \| Tiempo \| \| \| --------------------- \| ------------------------ \| ----------------------- \| --------------------- \| --------------------- \| \| 1.º \| Raúl Alarcón \| W52-FC Porto \| DES \| \| \| 2.º \| Joni Brandão \| Sporting-Tavira \| + 52 s \| \| \| 3.º \| Vicente García de Mateos \| Aviludo-Louletano-Uli \| + 1 min 41 s \| \| \| 4.º \| Edgar Pinto \| Vito-Feirense-BlackJack \| + 1 min 58 s \| \| \| 5.º \| João Benta \| Rádio Popular-Boavista \| + 2 min 19 s \| \| \| 6.º \| Xuban Errazkin \| Vito-Feirense-BlackJack \| + 2 min 20 s \| \| \| 7.º \| Frederico Figueiredo \| Sporting-Tavira \| + 2 min 20 s \| \| \| 8.º \| Henrique Casimiro \| Efapel \| + 3 min 34 s \| \| \| 9.º \| Alejandro Marque \| Sporting-Tavira \| + 3 min 49 s \| \| \| 10.º \| Luís Felipe Fernandes \| Aviludo-Louletano-Uli \| + 3 min 58 s \| \| |                          |                         |              |
| |                          |                         |              |
| Fuente: ProCyclingStats |                          |                         |              |
| Clasificación general |                          |                         |              |
| Ciclista | Ciclista                 | Equipo                  | Tiempo       |
| 1.º | Raúl Alarcón             | W52-FC Porto            | DES          |
| 2.º | Joni Brandão             | Sporting-Tavira         | + 52 s       |
| 3.º | Vicente García de Mateos | Aviludo-Louletano-Uli   | + 1 min 41 s |
| 4.º | Edgar Pinto              | Vito-Feirense-BlackJack | + 1 min 58 s |
| 5.º | João Benta               | Rádio Popular-Boavista  | + 2 min 19 s |
| 6.º | Xuban Errazkin           | Vito-Feirense-BlackJack | + 2 min 20 s |
| 7.º | Frederico Figueiredo     | Sporting-Tavira         | + 2 min 20 s |
| 8.º | Henrique Casimiro        | Efapel                  | + 3 min 34 s |
| 9.º | Alejandro Marque         | Sporting-Tavira         | + 3 min 49 s |
| 10.º | Luís Felipe Fernandes    | Aviludo-Louletano-Uli   | + 3 min 58 s |

### 6.ª etapa
| Sernancelhe - Boticas | etapa de montaña | (165,4 km) |

| \| Clasificación de la etapa \| Clasificación de la etapa \| Clasificación de la etapa \| Clasificación de la etapa \| Clasificación de la etapa \| \| Ciclista \| Ciclista \| Equipo \| Tiempo \| \| \| ------------------------- \| ------------------------- \| ------------------------- \| ------------------------- \| ------------------------- \| \| 1.º \| Domingos Gonçalves \| Rádio Popular-Boavista \| DES \| \| \| 2.º \| Krister Hagen \| Team Coop \| \| \| \| 3.º \| Daniel Mestre \| Efapel \| + 0 s \| \| \| 4.º \| João Benta \| Rádio Popular-Boavista \| + 0 s \| \| \| 5.º \| Nathan Earle \| Israel Cycling Academy \| + 0 s \| \| \| 6.º \| Vicente García de Mateos \| Aviludo-Louletano-Uli \| + 0 s \| \| \| 7.º \| Joni Brandão \| Sporting-Tavira \| + 0 s \| \| \| 8.º \| Xuban Errazkin \| Vito-Feirense-BlackJack \| + 0 s \| \| \| 9.º \| Fernando Barceló \| Euskadi-Murias \| + 0 s \| \| \| 10.º \| Alejandro Marque \| Sporting-Tavira \| + 0 s \| \| |                          |                         |        |
| |                          |                         |        |
| Fuente: ProCyclingStats |                          |                         |        |
| Clasificación de la etapa |                          |                         |        |
| Ciclista | Ciclista                 | Equipo                  | Tiempo |
| 1.º | Domingos Gonçalves       | Rádio Popular-Boavista  | DES    |
| 2.º | Krister Hagen            | Team Coop               |        |
| 3.º | Daniel Mestre            | Efapel                  | + 0 s  |
| 4.º | João Benta               | Rádio Popular-Boavista  | + 0 s  |
| 5.º | Nathan Earle             | Israel Cycling Academy  | + 0 s  |
| 6.º | Vicente García de Mateos | Aviludo-Louletano-Uli   | + 0 s  |
| 7.º | Joni Brandão             | Sporting-Tavira         | + 0 s  |
| 8.º | Xuban Errazkin           | Vito-Feirense-BlackJack | + 0 s  |
| 9.º | Fernando Barceló         | Euskadi-Murias          | + 0 s  |
| 10.º | Alejandro Marque         | Sporting-Tavira         | + 0 s  |

| \| Clasificación general \| Clasificación general \| Clasificación general \| Clasificación general \| Clasificación general \| \| Ciclista \| Ciclista \| Equipo \| Tiempo \| \| \| --------------------- \| ------------------------ \| ----------------------- \| --------------------- \| --------------------- \| \| 1.º \| Raúl Alarcón \| W52-FC Porto \| DES \| \| \| 2.º \| Joni Brandão \| Sporting-Tavira \| + 52 s \| \| \| 3.º \| Vicente García de Mateos \| Aviludo-Louletano-Uli \| + 1 min 41 s \| \| \| 4.º \| Edgar Pinto \| Vito-Feirense-BlackJack \| + 1 min 58 s \| \| \| 5.º \| João Benta \| Rádio Popular-Boavista \| + 2 min 19 s \| \| \| 6.º \| Xuban Errazkin \| Vito-Feirense-BlackJack \| + 2 min 20 s \| \| \| 7.º \| Frederico Figueiredo \| Sporting-Tavira \| + 2 min 20 s \| \| \| 8.º \| Henrique Casimiro \| Efapel \| + 3 min 34 s \| \| \| 9.º \| Domingos Gonçalves \| Rádio Popular-Boavista \| DES \| \| \| 10.º \| Alejandro Marque \| Sporting-Tavira \| + 3 min 49 s \| \| |                          |                         |              |
| |                          |                         |              |
| Fuente: ProCyclingStats |                          |                         |              |
| Clasificación general |                          |                         |              |
| Ciclista | Ciclista                 | Equipo                  | Tiempo       |
| 1.º | Raúl Alarcón             | W52-FC Porto            | DES          |
| 2.º | Joni Brandão             | Sporting-Tavira         | + 52 s       |
| 3.º | Vicente García de Mateos | Aviludo-Louletano-Uli   | + 1 min 41 s |
| 4.º | Edgar Pinto              | Vito-Feirense-BlackJack | + 1 min 58 s |
| 5.º | João Benta               | Rádio Popular-Boavista  | + 2 min 19 s |
| 6.º | Xuban Errazkin           | Vito-Feirense-BlackJack | + 2 min 20 s |
| 7.º | Frederico Figueiredo     | Sporting-Tavira         | + 2 min 20 s |
| 8.º | Henrique Casimiro        | Efapel                  | + 3 min 34 s |
| 9.º | Domingos Gonçalves       | Rádio Popular-Boavista  | DES          |
| 10.º | Alejandro Marque         | Sporting-Tavira         | + 3 min 49 s |

### 7.ª etapa
| Montalegre - Viana do Castelo | etapa escarpada | (165,5 km) |

| \| Clasificación de la etapa \| Clasificación de la etapa \| Clasificación de la etapa \| Clasificación de la etapa \| Clasificación de la etapa \| \| Ciclista \| Ciclista \| Equipo \| Tiempo \| \| \| ------------------------- \| ------------------------- \| ------------------------- \| ------------------------- \| ------------------------- \| \| 1.º \| Enrique Sanz \| Euskadi-Murias \| 3 h 45 min 02 s \| \| \| 2.º \| Daniel Mestre \| Efapel \| + 0 s \| \| \| 3.º \| Raúl Alarcón \| W52-FC Porto \| DES \| \| \| 4.º \| Vicente García de Mateos \| Aviludo-Louletano-Uli \| + 0 s \| \| \| 5.º \| Joni Brandão \| Sporting-Tavira \| + 0 s \| \| \| 6.º \| João Benta \| Rádio Popular-Boavista \| + 0 s \| \| \| 7.º \| Colin Stüssi \| Amore & Vita-Prodir \| + 0 s \| \| \| 8.º \| Luís Mendonça \| Aviludo-Louletano-Uli \| + 0 s \| \| \| 9.º \| Edgar Pinto \| Vito-Feirense-BlackJack \| + 0 s \| \| \| 10.º \| Krister Hagen \| Team Coop \| + 0 s \| \| |                          |                         |                 |
| |                          |                         |                 |
| Fuente: ProCyclingStats |                          |                         |                 |
| Clasificación de la etapa |                          |                         |                 |
| Ciclista | Ciclista                 | Equipo                  | Tiempo          |
| 1.º | Enrique Sanz             | Euskadi-Murias          | 3 h 45 min 02 s |
| 2.º | Daniel Mestre            | Efapel                  | + 0 s           |
| 3.º | Raúl Alarcón             | W52-FC Porto            | DES             |
| 4.º | Vicente García de Mateos | Aviludo-Louletano-Uli   | + 0 s           |
| 5.º | Joni Brandão             | Sporting-Tavira         | + 0 s           |
| 6.º | João Benta               | Rádio Popular-Boavista  | + 0 s           |
| 7.º | Colin Stüssi             | Amore & Vita-Prodir     | + 0 s           |
| 8.º | Luís Mendonça            | Aviludo-Louletano-Uli   | + 0 s           |
| 9.º | Edgar Pinto              | Vito-Feirense-BlackJack | + 0 s           |
| 10.º | Krister Hagen            | Team Coop               | + 0 s           |

| \| Clasificación general \| Clasificación general \| Clasificación general \| Clasificación general \| Clasificación general \| \| Ciclista \| Ciclista \| Equipo \| Tiempo \| \| \| --------------------- \| ------------------------ \| ----------------------- \| --------------------- \| --------------------- \| \| 1.º \| Raúl Alarcón \| W52-FC Porto \| DES \| \| \| 2.º \| Joni Brandão \| Sporting-Tavira \| + 52 s \| \| \| 3.º \| Vicente García de Mateos \| Aviludo-Louletano-Uli \| + 1 min 41 s \| \| \| 4.º \| Edgar Pinto \| Vito-Feirense-BlackJack \| + 1 min 58 s \| \| \| 5.º \| João Benta \| Rádio Popular-Boavista \| + 2 min 19 s \| \| \| 6.º \| Xuban Errazkin \| Vito-Feirense-BlackJack \| + 2 min 20 s \| \| \| 7.º \| Frederico Figueiredo \| Sporting-Tavira \| + 2 min 20 s \| \| \| 8.º \| Henrique Casimiro \| Efapel \| + 3 min 34 s \| \| \| 9.º \| Domingos Gonçalves \| Rádio Popular-Boavista \| DES \| \| \| 10.º \| Alejandro Marque \| Sporting-Tavira \| + 4 min 01 s \| \| |                          |                         |              |
| |                          |                         |              |
| Fuente: ProCyclingStats |                          |                         |              |
| Clasificación general |                          |                         |              |
| Ciclista | Ciclista                 | Equipo                  | Tiempo       |
| 1.º | Raúl Alarcón             | W52-FC Porto            | DES          |
| 2.º | Joni Brandão             | Sporting-Tavira         | + 52 s       |
| 3.º | Vicente García de Mateos | Aviludo-Louletano-Uli   | + 1 min 41 s |
| 4.º | Edgar Pinto              | Vito-Feirense-BlackJack | + 1 min 58 s |
| 5.º | João Benta               | Rádio Popular-Boavista  | + 2 min 19 s |
| 6.º | Xuban Errazkin           | Vito-Feirense-BlackJack | + 2 min 20 s |
| 7.º | Frederico Figueiredo     | Sporting-Tavira         | + 2 min 20 s |
| 8.º | Henrique Casimiro        | Efapel                  | + 3 min 34 s |
| 9.º | Domingos Gonçalves       | Rádio Popular-Boavista  | DES          |
| 10.º | Alejandro Marque         | Sporting-Tavira         | + 4 min 01 s |

### 8.ª etapa
| Barcelos - Braga | etapa de media montaña | (147,6 km) |

| \| Clasificación de la etapa \| Clasificación de la etapa \| Clasificación de la etapa \| Clasificación de la etapa \| Clasificación de la etapa \| \| Ciclista \| Ciclista \| Equipo \| Tiempo \| \| \| ------------------------- \| ------------------------- \| -------------------------- \| ------------------------- \| ------------------------- \| \| 1.º \| Vicente García de Mateos \| Aviludo-Louletano-Uli \| 3 h 40 min 44 s \| \| \| 2.º \| João Benta \| Rádio Popular-Boavista \| + 0 s \| \| \| 3.º \| Joni Brandão \| Sporting-Tavira \| + 0 s \| \| \| 4.º \| Daniel Silva \| Funvic-São José dos Campos \| + 0 s \| \| \| 5.º \| Edgar Pinto \| Vito-Feirense-BlackJack \| + 0 s \| \| \| 6.º \| Raúl Alarcón \| W52-FC Porto \| DES \| \| \| 7.º \| João Rodrigues \| W52-FC Porto \| + 0 s \| \| \| 8.º \| Frederico Figueiredo \| Sporting-Tavira \| + 0 s \| \| \| 9.º \| Ricardo Mestre \| W52-FC Porto \| + 3 s \| \| \| 10.º \| Krister Hagen \| Team Coop \| + 36 s \| \| |                          |                            |                 |
| |                          |                            |                 |
| Fuente: ProCyclingStats |                          |                            |                 |
| Clasificación de la etapa |                          |                            |                 |
| Ciclista | Ciclista                 | Equipo                     | Tiempo          |
| 1.º | Vicente García de Mateos | Aviludo-Louletano-Uli      | 3 h 40 min 44 s |
| 2.º | João Benta               | Rádio Popular-Boavista     | + 0 s           |
| 3.º | Joni Brandão             | Sporting-Tavira            | + 0 s           |
| 4.º | Daniel Silva             | Funvic-São José dos Campos | + 0 s           |
| 5.º | Edgar Pinto              | Vito-Feirense-BlackJack    | + 0 s           |
| 6.º | Raúl Alarcón             | W52-FC Porto               | DES             |
| 7.º | João Rodrigues           | W52-FC Porto               | + 0 s           |
| 8.º | Frederico Figueiredo     | Sporting-Tavira            | + 0 s           |
| 9.º | Ricardo Mestre           | W52-FC Porto               | + 3 s           |
| 10.º | Krister Hagen            | Team Coop                  | + 36 s          |

| \| Clasificación general \| Clasificación general \| Clasificación general \| Clasificación general \| Clasificación general \| \| Ciclista \| Ciclista \| Equipo \| Tiempo \| \| \| --------------------- \| ------------------------ \| ----------------------- \| --------------------- \| --------------------- \| \| 1.º \| Raúl Alarcón \| W52-FC Porto \| DES \| \| \| 2.º \| Joni Brandão \| Sporting-Tavira \| + 52 s \| \| \| 3.º \| Vicente García de Mateos \| Aviludo-Louletano-Uli \| + 1 min 41 s \| \| \| 4.º \| Edgar Pinto \| Vito-Feirense-BlackJack \| + 1 min 58 s \| \| \| 5.º \| João Benta \| Rádio Popular-Boavista \| + 2 min 19 s \| \| \| 6.º \| Frederico Figueiredo \| Sporting-Tavira \| + 2 min 20 s \| \| \| 7.º \| Xuban Errazkin \| Vito-Feirense-BlackJack \| + 3 min 52 s \| \| \| 8.º \| Henrique Casimiro \| Efapel \| + 4 min 19 s \| \| \| 9.º \| Domingos Gonçalves \| Rádio Popular-Boavista \| DES \| \| \| 10.º \| Alejandro Marque \| Sporting-Tavira \| + 4 min 46 s \| \| |                          |                         |              |
| |                          |                         |              |
| Fuente: ProCyclingStats |                          |                         |              |
| Clasificación general |                          |                         |              |
| Ciclista | Ciclista                 | Equipo                  | Tiempo       |
| 1.º | Raúl Alarcón             | W52-FC Porto            | DES          |
| 2.º | Joni Brandão             | Sporting-Tavira         | + 52 s       |
| 3.º | Vicente García de Mateos | Aviludo-Louletano-Uli   | + 1 min 41 s |
| 4.º | Edgar Pinto              | Vito-Feirense-BlackJack | + 1 min 58 s |
| 5.º | João Benta               | Rádio Popular-Boavista  | + 2 min 19 s |
| 6.º | Frederico Figueiredo     | Sporting-Tavira         | + 2 min 20 s |
| 7.º | Xuban Errazkin           | Vito-Feirense-BlackJack | + 3 min 52 s |
| 8.º | Henrique Casimiro        | Efapel                  | + 4 min 19 s |
| 9.º | Domingos Gonçalves       | Rádio Popular-Boavista  | DES          |
| 10.º | Alejandro Marque         | Sporting-Tavira         | + 4 min 46 s |

### 9.ª etapa
| Felgueiras - Mondim de Basto | etapa de montaña | (155,2 km) |

| \| Clasificación de la etapa \| Clasificación de la etapa \| Clasificación de la etapa \| Clasificación de la etapa \| Clasificación de la etapa \| \| Ciclista \| Ciclista \| Equipo \| Tiempo \| \| \| ------------------------- \| ------------------------- \| ------------------------- \| ------------------------- \| ------------------------- \| \| 1.º \| Raúl Alarcón \| W52-FC Porto \| DES \| \| \| 2.º \| Edgar Pinto \| Vito-Feirense-BlackJack \| + 5 s \| \| \| 3.º \| Vicente García de Mateos \| Aviludo-Louletano-Uli \| + 7 s \| \| \| 4.º \| Joni Brandão \| Sporting-Tavira \| + 9 s \| \| \| 5.º \| João Rodrigues \| W52-FC Porto \| + 19 s \| \| \| 6.º \| David Rodrigues \| Rádio Popular-Boavista \| + 31 s \| \| \| 7.º \| João Benta \| Rádio Popular-Boavista \| + 39 s \| \| \| 8.º \| Luís Felipe Fernandes \| Aviludo-Louletano-Uli \| + 41 s \| \| \| 9.º \| Frederico Figueiredo \| Sporting-Tavira \| + 41 s \| \| \| 10.º \| Ricardo Mestre \| W52-FC Porto \| + 58 s \| \| |                          |                         |        |
| |                          |                         |        |
| Fuente: ProCyclingStats |                          |                         |        |
| Clasificación de la etapa |                          |                         |        |
| Ciclista | Ciclista                 | Equipo                  | Tiempo |
| 1.º | Raúl Alarcón             | W52-FC Porto            | DES    |
| 2.º | Edgar Pinto              | Vito-Feirense-BlackJack | + 5 s  |
| 3.º | Vicente García de Mateos | Aviludo-Louletano-Uli   | + 7 s  |
| 4.º | Joni Brandão             | Sporting-Tavira         | + 9 s  |
| 5.º | João Rodrigues           | W52-FC Porto            | + 19 s |
| 6.º | David Rodrigues          | Rádio Popular-Boavista  | + 31 s |
| 7.º | João Benta               | Rádio Popular-Boavista  | + 39 s |
| 8.º | Luís Felipe Fernandes    | Aviludo-Louletano-Uli   | + 41 s |
| 9.º | Frederico Figueiredo     | Sporting-Tavira         | + 41 s |
| 10.º | Ricardo Mestre           | W52-FC Porto            | + 58 s |

| \| Clasificación general \| Clasificación general \| Clasificación general \| Clasificación general \| Clasificación general \| \| Ciclista \| Ciclista \| Equipo \| Tiempo \| \| \| --------------------- \| ------------------------ \| ----------------------- \| --------------------- \| --------------------- \| \| 1.º \| Raúl Alarcón \| W52-FC Porto \| DES \| \| \| 2.º \| Joni Brandão \| Sporting-Tavira \| + 1 min 01 s \| \| \| 3.º \| Vicente García de Mateos \| Aviludo-Louletano-Uli \| + 1 min 48 s \| \| \| 4.º \| Edgar Pinto \| Vito-Feirense-BlackJack \| + 2 min 03 s \| \| \| 5.º \| João Benta \| Rádio Popular-Boavista \| + 2 min 58 s \| \| \| 6.º \| Frederico Figueiredo \| Sporting-Tavira \| + 3 min 01 s \| \| \| 7.º \| Henrique Casimiro \| Efapel \| + 5 min 36 s \| \| \| 8.º \| João Rodrigues \| W52-FC Porto \| + 5 min 40 s \| \| \| 9.º \| Luís Felipe Fernandes \| Aviludo-Louletano-Uli \| + 5 min 57 s \| \| \| 10.º \| Domingos Gonçalves \| Rádio Popular-Boavista \| DES \| \| |                          |                         |              |
| |                          |                         |              |
| Fuente: ProCyclingStats |                          |                         |              |
| Clasificación general |                          |                         |              |
| Ciclista | Ciclista                 | Equipo                  | Tiempo       |
| 1.º | Raúl Alarcón             | W52-FC Porto            | DES          |
| 2.º | Joni Brandão             | Sporting-Tavira         | + 1 min 01 s |
| 3.º | Vicente García de Mateos | Aviludo-Louletano-Uli   | + 1 min 48 s |
| 4.º | Edgar Pinto              | Vito-Feirense-BlackJack | + 2 min 03 s |
| 5.º | João Benta               | Rádio Popular-Boavista  | + 2 min 58 s |
| 6.º | Frederico Figueiredo     | Sporting-Tavira         | + 3 min 01 s |
| 7.º | Henrique Casimiro        | Efapel                  | + 5 min 36 s |
| 8.º | João Rodrigues           | W52-FC Porto            | + 5 min 40 s |
| 9.º | Luís Felipe Fernandes    | Aviludo-Louletano-Uli   | + 5 min 57 s |
| 10.º | Domingos Gonçalves       | Rádio Popular-Boavista  | DES          |

### 10.ª etapa
| Fafe - Fafe | contrarreloj individual | (17,3 km) |

| \| Clasificación de la etapa \| Clasificación de la etapa \| Clasificación de la etapa \| Clasificación de la etapa \| Clasificación de la etapa \| \| Ciclista \| Ciclista \| Equipo \| Tiempo \| \| \| ------------------------- \| ---------------------------- \| ------------------------- \| ------------------------- \| ------------------------- \| \| 1.º \| Vicente García de Mateos \| Aviludo-Louletano-Uli \| 25 min 17 s \| \| \| 2.º \| João Rodrigues \| W52-FC Porto \| + 21 s \| \| \| 3.º \| Raúl Alarcón \| W52-FC Porto \| DES \| \| \| 4.º \| Joni Brandão \| Sporting-Tavira \| + 36 s \| \| \| 5.º \| Ricardo Mestre \| W52-FC Porto \| + 50 s \| \| \| 6.º \| Edgar Pinto \| Vito-Feirense-BlackJack \| + 51 s \| \| \| 7.º \| Gustavo César Veloso \| W52-FC Porto \| + 53 s \| \| \| 8.º \| Domingos Gonçalves \| Rádio Popular-Boavista \| DES \| \| \| 9.º \| António Carvalho \| W52-FC Porto \| + 1 min 06 s \| \| \| 10.º \| Óscar Rodríguez Garaicoechea \| Euskadi-Murias \| + 1 min 23 s \| \| |                              |                         |              |
| |                              |                         |              |
| Fuente: ProCyclingStats |                              |                         |              |
| Clasificación de la etapa |                              |                         |              |
| Ciclista | Ciclista                     | Equipo                  | Tiempo       |
| 1.º | Vicente García de Mateos     | Aviludo-Louletano-Uli   | 25 min 17 s  |
| 2.º | João Rodrigues               | W52-FC Porto            | + 21 s       |
| 3.º | Raúl Alarcón                 | W52-FC Porto            | DES          |
| 4.º | Joni Brandão                 | Sporting-Tavira         | + 36 s       |
| 5.º | Ricardo Mestre               | W52-FC Porto            | + 50 s       |
| 6.º | Edgar Pinto                  | Vito-Feirense-BlackJack | + 51 s       |
| 7.º | Gustavo César Veloso         | W52-FC Porto            | + 53 s       |
| 8.º | Domingos Gonçalves           | Rádio Popular-Boavista  | DES          |
| 9.º | António Carvalho             | W52-FC Porto            | + 1 min 06 s |
| 10.º | Óscar Rodríguez Garaicoechea | Euskadi-Murias          | + 1 min 23 s |

## Clasificaciones finales
- Las clasificaciones finalizaron de la siguiente forma:[4]

### Clasificación general
| \| Clasificación general \| Clasificación general \| Clasificación general \| Clasificación general \| Clasificación general \| \| Ciclista \| Ciclista \| Equipo \| Tiempo \| \| \| --------------------- \| ------------------------ \| ----------------------- \| --------------------- \| --------------------- \| \| 1.º \| Raúl Alarcón \| W52-FC Porto \| DES \| \| \| 1.º \| Joni Brandão \| Sporting-Tavira \| + 1 min 03 s \| \| \| 2.º \| Vicente García de Mateos \| Aviludo-Louletano-Uli \| + 1 min 14 s \| \| \| 4.º \| Edgar Pinto \| Vito-Feirense-BlackJack \| + 2 min 20 s \| \| \| 5.º \| Frederico Figueiredo \| Sporting-Tavira \| + 4 min 09 s \| \| \| 6.º \| João Benta \| Rádio Popular-Boavista \| + 4 min 19 s \| \| \| 7.º \| João Rodrigues \| W52-FC Porto \| + 5 min 27 s \| \| \| 8.º \| Ricardo Mestre \| W52-FC Porto \| + 6 min 35 s \| \| \| 9.º \| Luís Felipe Fernandes \| Aviludo-Louletano-Uli \| + 6 min 36 s \| \| \| 10.º \| Henrique Casimiro \| Efapel \| + 6 min 49 s \| \| |                          |                         |              |
| |                          |                         |              |
| Fuente: ProCyclingStats |                          |                         |              |
| Clasificación general |                          |                         |              |
| Ciclista | Ciclista                 | Equipo                  | Tiempo       |
| 1.º | Raúl Alarcón             | W52-FC Porto            | DES          |
| 1.º | Joni Brandão             | Sporting-Tavira         | + 1 min 03 s |
| 2.º | Vicente García de Mateos | Aviludo-Louletano-Uli   | + 1 min 14 s |
| 4.º | Edgar Pinto              | Vito-Feirense-BlackJack | + 2 min 20 s |
| 5.º | Frederico Figueiredo     | Sporting-Tavira         | + 4 min 09 s |
| 6.º | João Benta               | Rádio Popular-Boavista  | + 4 min 19 s |
| 7.º | João Rodrigues           | W52-FC Porto            | + 5 min 27 s |
| 8.º | Ricardo Mestre           | W52-FC Porto            | + 6 min 35 s |
| 9.º | Luís Felipe Fernandes    | Aviludo-Louletano-Uli   | + 6 min 36 s |
| 10.º | Henrique Casimiro        | Efapel                  | + 6 min 49 s |

### Clasificación por puntos
| Clasificación por puntos | Clasificación por puntos | Clasificación por puntos | Clasificación por puntos | Clasificación por puntos |
| Ciclista                 | Ciclista                 | Equipo                   | Puntos                   |                          |
| ------------------------ | ------------------------ | ------------------------ | ------------------------ | ------------------------ |
| 1.º                      | Vicente García de Mateos | Aviludo-Louletano-Uli    | 155 pts                  |                          |
| 2.º                      | Raúl Alarcón             | W52-FC Porto             | DES                      |                          |
| 3.º                      | Joni Brandão             | Sporting-Tavira          | 94 pts                   |                          |
| 4.º                      | Edgar Pinto              | Vito-Feirense-BlackJack  | 82 pts                   |                          |
| 5.º                      | Luís Mendonça            | Aviludo-Louletano-Uli    | 68 pts                   |                          |
| 6.º                      | João Benta               | Rádio Popular-Boavista   | 63 pts                   |                          |
| 7.º                      | Riccardo Stacchiotti     | MSTina-Focus             | 53 pts                   |                          |
| 8.º                      | Enrique Sanz             | Euskadi-Murias           | 45 pts                   |                          |
| 9.º                      | Daniel Mestre            | Efapel                   | 44 pts                   |                          |
| 10.º                     | João Rodrigues           | W52-FC Porto             | 36 pts                   |                          |

### Clasificación de la montaña
| Clasificación de la montaña | Clasificación de la montaña | Clasificación de la montaña | Clasificación de la montaña | Clasificación de la montaña |
| Ciclista                    | Ciclista                    | Equipo                      | Puntos                      |                             |
| --------------------------- | --------------------------- | --------------------------- | --------------------------- | --------------------------- |
| 1.º                         | Raúl Alarcón                | W52-FC Porto                | DES                         |                             |
| 1.º                         | Joni Brandão                | Sporting-Tavira             | 58 pts                      |                             |
| 3.º                         | David Rodrigues             | Rádio Popular-Boavista      | 40 pts                      |                             |
| 4.º                         | Vicente García de Mateos    | Aviludo-Louletano-Uli       | 37 pts                      |                             |
| 5.º                         | João Benta                  | Rádio Popular-Boavista      | 35 pts                      |                             |
| 6.º                         | Pierpaolo Ficara            | Amore & Vita-Prodir         | 33 pts                      |                             |
| 7.º                         | Edgar Pinto                 | Vito-Feirense-BlackJack     | 33 pts                      |                             |
| 8.º                         | Xuban Errazkin              | Vito-Feirense-BlackJack     | 26 pts                      |                             |
| 9.º                         | Bruno Silva                 | Efapel                      | 25 pts                      |                             |
| 10.º                        | Jesús del Pino              | Efapel                      | 24 pts                      |                             |

### Clasificación de los jóvenes
| Clasificación del mejor joven | Clasificación del mejor joven | Clasificación del mejor joven | Clasificación del mejor joven | Clasificación del mejor joven |
| Ciclista                      | Ciclista                      | Equipo                        | Tiempo                        |                               |
| ----------------------------- | ----------------------------- | ----------------------------- | ----------------------------- | ----------------------------- |
| 1.º                           | Xuban Errazkin                | Vito-Feirense-BlackJack       | 41 h 25 min 25 s              |                               |
| 2.º                           | Óscar Rodríguez Garaicoechea  | Euskadi-Murias                | + 2 min 26 s                  |                               |
| 3.º                           | Gonçalo Carvalho              | Miranda-Mortágua              | + 10 min 45 s                 |                               |
| 4.º                           | André Carvalho                | Liberty Seguros-Carglass      | + 19 min 17 s                 |                               |
| 5.º                           | Wilson Haro                   | Team Ecuador                  | + 22 min 00 s                 |                               |
| 6.º                           | Cristián Rodríguez            | Caja Rural-Seguros RGA        | + 32 min 07 s                 |                               |
| 7.º                           | Fernando Barceló              | Euskadi-Murias                | + 33 min 44 s                 |                               |
| 8.º                           | Hugo Nunes                    | Miranda-Mortágua              | + 34 min 16 s                 |                               |
| 9.º                           | Larry Valvasori               |                               | + 38 min 15 s                 |                               |
| 10.º                          | Venceslau Fernandes           |                               | + 51 min 57 s                 |                               |

### Clasificación por equipos
| Clasificación por equipos | Clasificación por equipos     | Clasificación por equipos | Clasificación por equipos |
| Equipo                    | Equipo                        | Tiempo                    |                           |
| ------------------------- | ----------------------------- | ------------------------- | ------------------------- |
| 1.º                       | W52-FC Porto                  | 123 h 57 min 57 s         |                           |
| 2.º                       | Sporting-Tavira               | + 1 min 54 s              |                           |
| 3.º                       | RP-Boavista                   | + 6 min 11 s              |                           |
| 4.º                       | Aviludo-Louletano             | + 13 min 33 s             |                           |
| 5.º                       | Vito-Feirense-BlackJack       | + 13 min 33 s             |                           |
| 6.º                       | Efapel                        | + 14 min 10 s             |                           |
| 7.º                       | Israel Cycling Academy        | + 1 min 05 s              |                           |
| 8.º                       | Euskadi Basque Country-Murias | + 1 min 16 s              |                           |
| 9.º                       | Caja Rural-Seguros RGA        | + 1 min 30 s              |                           |
| 10.º                      | Differdange-Losch             | + 1 min 39 s              |                           |

## Evolución de las clasificaciones
| Etapa                   | Vencedor                | Clasificación general     | Clasificación por puntos | Clasificación de la montaña | Clasificación de los jóvenes | Clasificación por equipos | Clasificación de la combinada | Clasificación del mejor portugués |
| ----------------------- | ----------------------- | ------------------------- | ------------------------ | --------------------------- | ---------------------------- | ------------------------- | ----------------------------- | --------------------------------- |
| Prólogo                 | Rafael Reis             | Rafael Reis               | no se entregó            | no se entregó               | César Martingil              | Sporting-Tavira           | no se entregó                 | Rafael Reis                       |
| 1.ª                     | Riccardo Stacchiotti    | Rafael Reis               | Riccardo Stacchiotti     | Mario Vogt                  | César Martingil              | Sporting-Tavira           | Mario Vogt                    | Rafael Reis                       |
| 2.ª                     | Vicente García          | Rafael Reis               | Luís Mendonça            | Mario Vogt                  | César Martingil              | Sporting-Tavira           | Mario Vogt                    | Rafael Reis                       |
| 3.ª                     | Raúl Alarcón            | Raúl Alarcón              | Vicente García           | Mario Vogt                  | Óscar Rodríguez              | W52-FC Porto              | Vicente García                | Joni Brandão                      |
| 4.ª                     | Raúl Alarcón            | Raúl Alarcón              | Vicente García           | Raúl Alarcón                | Xuban Errazkin               | Sporting-Tavira           | Raúl Alarcón                  | Joni Brandão                      |
| 5.ª                     | Riccardo Stacchiotti    | Raúl Alarcón              | Vicente García           | Raúl Alarcón                | Xuban Errazkin               | Sporting-Tavira           | Raúl Alarcón                  | Joni Brandão                      |
| 6.ª                     | Domingos Gonçalves      | Raúl Alarcón              | Vicente García           | Raúl Alarcón                | Xuban Errazkin               | Sporting-Tavira           | Raúl Alarcón                  | Joni Brandão                      |
| 7.ª                     | Enrique Sanz            | Raúl Alarcón              | Vicente García           | Raúl Alarcón                | Xuban Errazkin               | Sporting-Tavira           | Raúl Alarcón                  | Joni Brandão                      |
| 8.ª                     | Vicente García          | Raúl Alarcón              | Vicente García           | Joni Brandão                | Xuban Errazkin               | Sporting-Tavira           | Raúl Alarcón                  | Joni Brandão                      |
| 9.ª                     | Raúl Alarcón            | Raúl Alarcón              | Vicente García           | Raúl Alarcón                | Xuban Errazkin               | Sporting-Tavira           | Raúl Alarcón                  | Joni Brandão                      |
| 10.ª                    | Vicente García          | Raúl Alarcón              | Vicente García           | Raúl Alarcón                | Xuban Errazkin               | W52-FC Porto              | Raúl Alarcón                  | Joni Brandão                      |
| Clasificaciones finales | Clasificaciones finales | Raúl Alarcón Joni Brandão | Vicente García           | Raúl Alarcón Joni Brandão   | Xuban Errazkin               | W52-FC Porto              | Raúl Alarcón                  | Joni Brandão                      |

## UCI World Ranking
La Vuelta a Portugal otorgó puntos para el UCI Europe Tour 2018 y el UCI World Ranking, este último para corredores de los equipos en las categorías UCI WorldTeam, Profesional Continental y Continental. Las siguientes tablas muestran el baremo de puntuación y los 10 corredores que obtuvieron más puntos:
| Posición              | 1.º | 2.º | 3.º | 4.º | 5.º | 6.º | 7.º | 8.º | 9.º | 10.º | 11.º | 12.º | 13.º-15.º | 16.º-25.º |
| Clasificación general | 125 | 85  | 70  | 60  | 50  | 40  | 35  | 30  | 25  | 20   | 15   | 10   | 5         | 3         |
| Por etapa             | 14  | 5   | 3   |     |     |     |     |     |     |      |      |      |           |           |
| Líder                 | 3   |     |     |     |     |     |     |     |     |      |      |      |           |           |

| Clasificación | Clasificación            | Clasificación           | Clasificación | Clasificación | Clasificación | Clasificación |
| Posición      | Ciclista                 | Equipo                  | General       | Etapa         | Líder         | Total         |
| ------------- | ------------------------ | ----------------------- | ------------- | ------------- | ------------- | ------------- |
| 1.º           | Raúl Alarcón             | W52-FC Porto            | 125           | 48            | 21            | 194           |
| 2.º           | Joni Brandão             | Sporting-Tavira         | 125           | 11            | -             | 136           |
| 3.º           | Vicente García de Mateos | Aviludo-Louletano-Uli   | 85            | 50            | -             | 135           |
| 4.º           | Edgar Pinto              | Vito-Feirense-Blackjack | 70            | 5             | -             | 75            |
| 5.º           | Frederico Figueiredo     | Sporting-Tavira         | 50            | -             | -             | 50            |
| 6.º           | João Benta               | RP-Boavista             | 40            | 8             | -             | 48            |
| 7.º           | João Rodrigues           | W52-FC Porto            | 35            | 5             | -             | 40            |
| 8.º           | Domingos Gonçalves       | RP-Boavista             | 25            | 14            | -             | 39            |
| 9.º           | Ricardo Mestre           | W52-FC Porto            | 30            | -             | -             | 30            |
| 10.º          | Riccardo Stacchiotti     | MsTina-Focus            | -             | 28            | -             | 28            |